# Руска православна църква зад граница
Задграничната руска православна църква (Руска православна задгранична църква, на руски: Русская православная церковь заграницей (РПЦЗ); на английски: Russian Orthodox Church Outside of Russia (ROCOR)) е автономна православна екзархия под юрисдикцията на Руската православна църква.
След октомврийския преврат през 1917 г. и гражданската война в Русия единната Руска църква се оказала разделена административно – отначало от фронтовата линия, а след това от границите на СССР – на две части: църква, намираща се в отечеството и църква зад граница. През 1917 година руският патриарх Тихон призовава руските енории извън територията на Русия да се откъснат от Московската патриаршия поради комунистическата власт в Русия. Откъсналите се енории изграждат нова деноминация под име Задгранична руска православна църква.
От самото си начало РПЦЗ е силно политизирана с антикомунистическа насоченост. Първоначално тя признава върховната власт на московския патриарх Тихон, но след смъртта му скъсва всякакви връзки с Москва. След Втората световна война седалището на РПЦЗ се премества в Джорданвил, Америка. Сред най-известните актове на Задграничната църква е канонизацията на убития от болшевиките цар Николай и неговото семейство, както и анатемата срещу икуменизма като „всеерес“.
През 2003 година Архиерейският събор на РПЦЗ назначи комисия по въпросите на възстановяването на единството с Московската патриаршия. В края на май 2004 година, когато Москва беше за пръв път посетена от първоиерарха на Задграничната църква митрополит Лавр, беше обявено, че се възстановява молитвеното общение между Задграничната църква и Църквата в родината.
През юни 2005 година беше публикуван „Акт за канонично общение“, разработен от комисиите на двете Църкви. Според този проект РПЦЗ ще има самостоятелност в своите пастирски, просветителски, административни, стопански, имуществени и граждански дела. Висшата власт в рамките на Руската задгранична църква ще се осъществява от нейния Архиерейски събор.
На 17 май 2007 година Задграничната руска православна църква и Руската православна църква подписват документ за връщане на Задграничната руска православна църква под юридискцията на московския патриарх.

## Първойерарси
- Антоний (Храповицки) (1920 – 1936)
- Анастасий (Грибановски) (1936 – 1964)
- Филарет (Вознесенски) (1964 – 1985)
- Виталий (Устинов) (1985 – 2001)
- Лавр (Шкурла) (2001 – 2008)
- Иларион (Капрал) (2008 - 2022)
- Николай (Олховски) (през 2022)

## Устройство и управление
РПЗЦ се състои от 9 епархии намиращи се на четири континента:
- Нюйоркска и Източно-Американска – със седалище Ховел
- Чикагска и Средно-Американска – със седалище Дес-Плейнс
- Сан-Франциска и Западно-Американска – със седалище Сан-Франциско
- Монреалска и Канадска – със седалище Монреал
- Австралийска и Новозеландска – със седалище Сидни
- Южно-Американска – със седалище Бунейрос-Айрес
- Женевска и Западно-Европейска – със седалище Женева
- Берлинска и Германска – със седалище Берлин
- Великобританска и Ирландска – със седалище Лондон